# Tayshaneta bullis
Espèce
Synonymes
- Neoleptoneta bullis Cokendolpher, 2004

Tayshaneta bullis est une espèce d'araignées aranéomorphes de la famille des Leptonetidae.

## Distribution
Cette espèce est endémique du Texas aux États-Unis. Elle se rencontre  dans les grottes Up the Creek Cave et Hills and Dale’s Pit dans le comté de Bexar.

## Publication originale
- Cokendolpher, 2004 : A new Neoleptoneta spider from a cave in Camp Bullis, Bexar County, Texas (Araneae: Leptonetidae). Texas Memorial Museum Speleological Monograph, vol. 6, p. 63-69 (texte intégral).